# عربي (مقاطعة دشتي)
عربي (بالفارسية: عربی) هي قرية تقع في إيران في قسم مركزي الريفي. يقدر عدد سكانها بـ 1,096 نسمة .